# Bert Rudolf
Bert Rudolf (eigentlich Hubert Rudolf) (* 25. April 1905 in Seifersdorf bei Jägerndorf; † 6. November 1992 in Linz) war ein österreichischer Komponist.

## Leben
Geboren als Monarchieösterreicher im deutschsprachigen Teil Böhmens, gehörte er zu jener Generation von Künstlern, die den Begriff „Heimat“ im Laufe ihres Lebens mehrmals neu definieren musste. Im Sinne der Familientradition war die Laufbahn als Lehrer auch für ihn vorgesehen. Während seiner Ausbildung an der Lehrerbildungsanstalt in Troppau zog es Rudolf jedoch endgültig zur Musik. Er studierte Orgel, Klavier und Komposition, letzteres bei Leoš Janáček. Erste Bühnenerfahrungen sammelte er als Kapellmeister in der böhmischen Provinz, verheiratet mit der Opernsängerin Thea Honsig (geboren als Theresia Neubauer in Wien). Weitere Kompositionsstudien bei Philipp Jarnach in Köln folgten, später wirkte er als Lehrer in Wien. Nach kurzem Zwischenaufenthalt in München nahm er schließlich ab 1952 seinen Wohnsitz in Linz, wo er als freischaffender Komponist wirkte. Er verstarb im November 1992 und wurde in Wien am Hietzinger Friedhof begraben.
Der Johann-Wenzel-Stamitz-Preis-Träger (1971) schuf sieben Opern, eine Operette, Ballette und mehr als 60 Musiken zu Spiel- und Kulturfilmen, Musiken zu fast 100 Hörspielen, sieben Kantaten, neun Werke für Gesang und Orchester, 23 Orchesterwerke, 16 Kammermusikwerke und 102 Lieder.
Seine letzte Ruhestätte befindet sich auf dem Hietzinger Friedhof (55–181) in Wien.

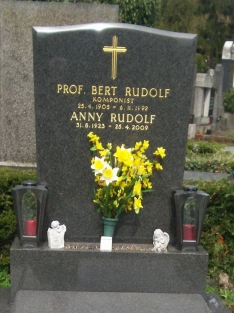
Hubert Rudolf Grabstätte

## Hauptwerke
- Die holzgeschnitzte Madonna, Oper, 1937
- Liebelei, Oper
- Regen am Sonntag, Oper
- Der Salon, Oper
- Schwarze Perlen, Operette, 1945
- Ali Baba und die Räuber, Ballett, 1945
- Acht Gesichter am Biwasee, Ballett
- Le Rappell, Ballett

## Hörspielmusik (Auswahl)
- 1960: Lester Powell: Die Dame mit den grauen Löckchen (8 Folgen) – Regie: Ferry Bauer (Original-Hörspiel, Kriminalhörspiel – ORF Oberösterreich)
- 1963–65: Rolf und Alexandra Becker: Gestatten, mein Name ist Cox (2 Staffeln) – Regie: Ferry Bauer (Originalhörspiele, Kriminalhörspiele – ORF Oberösterreich)
  - 1963: Die kleine Hexe (10 Folgen)
  - 1965: Trommeln gehört zum Handwerk (6 Folgen) (auch Sprecher)
- 1966: Lester Powell: Die Dame filmt (8 Teile) – Regie: Ferry Bauer (Originalhörspiel, Kriminalhörspiel – ORF Oberösterreich)
- 1967: Alexander Puschkin: Der Postmeister – Regie: Ferry Bauer (Hörspielbearbeitung – ORF Oberösterreich)
- 1967: Jean Baptiste Molière: Don Juan oder Der steinerne Gast – Regie: Ferry Bauer (Hörspielbearbeitung – ORF Oberösterreich)
- 1968: Otto F. Mack: Die Flöte des Todes – Regie: Ferry Bauer (Hörspielbearbeitung – ORF Oberösterreich)
- 1969: Günther Weisenborn: Fünfzehn Schnüre Geld – Bearbeitung und Regie: Ferry Bauer (Hörspielbearbeitung – ORF Oberösterreich)
- 1971: Oskar Zemme: Schlafstörung – Regie:Ferry Bauer (Hörspiel – SFB/ORF)

Quelle: Ö1-Hörspieldatenbank